# 세기말의 시
《세기말의 시》(世紀末の詩)는 1998년 10월 14일부터 같은 해 12월 23일까지 NTV에서 수요드라마 시간대에 방송된 텔레비전 드라마이다. 총11화이며, 각화가 1화에 완결되는 이야기 구조이다. 최종화는 2시간 스페셜(22:00 - 23:54)로 방송됐다.

## 등장인물, 배우
노아 와타루(野亞 亘) - 타케노우치 유타카
27세. 결혼식 날 신부에게 버림받은 충격으로 옥상에 올라가 자살을 시도하다 모모세 교수를 만난다 순수하고 마음씨 착한 청년.모모세 교수를 따라 낯선 곳으로 와 그와 함께 잠수함을 만드는 일을 하고 있다
모모세 나츠오(百瀨夏夫) - 야마자키 츠토무
54세. 대학원 교수. 학장선거에서 한 표 차이로 떨어졌는데 역시 그 충격으로 옥상으로 올라가 자살을 시도하다 건너편에서 자살을 하려던 노아와 만나게 된다 세속적이고 여자를 밝히지만 세상과 동떨어져 꿈을 이루려는 몽상가이기도 하다 철학적이고 깊은 통찰력을 갖고있다
미아(ミア) - 사카이 마키
이름도 나이도 불분명.행동 자체도 어리숙하다 순수한 듯하지만 속은 알 수가 없다 모모세교수와 노아를 엮어준 장본인.
하시바 사토미(羽柴里見) - 기무라 요시노
23세. 초등학교 교사. 귀가를 늦는 아이들을 걱정하여 뒤따라 갔다가 잠수함을 만드는 모모세교수와 노아를 만나게 된다 그들의 독특한 삶의 방식에 처음에는 회의적이었지만 차츰 이해하게 된다 노아의 사랑을 받고있지만 결혼을 앞두고있다.
모모세 유카(百瀨祐香) - 마츠모토 메구미
16세.모모세와 전처 사이에서 낳은 외동딸. 아버지와 어머니 사이가 다시 되돌아오길 바란다 아버지를 무척 따르는데 그를 만나러 왔다가 노아를 보고 좋아하게 된다
마키노 치아키(牧野千秋) - 요시카와 히나노
17세. 6명의 동생들을 데리고 사는 소녀가장.매번 노아의 아이스크림을 동생들에게 주기위해 노아와 실랑이를 벌인다 굉장히 순수하고 어린아이같은 면이 있다

## 줄거리
- 1화 모모세 나츠오는 공대 교수인데 학장 선거에서 떨어지고 자살을 시도한다. 일류기업 사원이던 노아 와타루는 영화 졸업에서처럼 결혼식장에서 신부를 도둑맞고 자살을 시도한다. 그 둘사이에 바보인지 요정인지 모를 미아가 나타나 두 남자는 자살을 포기한다.이렇게 해서 셋이 함께 창고에서 살게된다. 모모세 교수는 창고에서 조그만 노란 잠수함을 만들고 노아도 이를 돕는데. 한편 근처 초등학교 여선생인 하시바 사토미와도 안면을 익히게 된다.

그러던 중 노아는 동네 다리에서 아름다운 소녀 스미레를 만나게 되는데.....
이들은 이후 매 화마다 이런 저런 사람을 만나며 진실한 사랑의 의미를 찾아나가게 된다.
- 2화 노아는 생활비를 벌기 위해 고물승합차에 아이스크림을 싣고 팔러 다닌다. 하마터면 아름다운 여인을 칠 뻔하고 창고로 데려온다. 이 여인은 눈이 보이지 않는 히토나 쿄코였다. 그녀는 남자친구가 데리러 올 거라면서 조명탄 같은 폭죽을 발사하게 하는데....얼마나 사랑하는 남자길래 하늘에 조명탄이 터지면 찾아온다는 것일까...
- 3화 돈도 없이 여자가 시중드는 술집에서 신나게 술을 마시던 모모세 교수와 노아 와타루는 돈이 없어 얻어맞고 쫓겨난다. 그러다 우연히 비밀스런 집에 초대되어 한 아가씨를 만나게 되는데...
- 4화 근처에 사는 똑똑하고 착한 중학생을 만나게 된다. 그는 아버지와 둘이서 힘들게 살지만 열심히 공부하는 학생이었는데 사실 그에게는 ...
- 5화 하시바 사토미 선생에게는 친구가 있는데 그녀는 항상 남자에게 이용만 당하고 돈을 사기 당한다. 이번에도 사기를 당하고 낙심하고 있는 그녀에게 휠체어를 탄 무명의 화가가 나타난다. 둘은 사랑에 빠지지만 어쩐지 그 사랑은 불안하기만 하다. 이번에는 사기를 당하지 않으려고 휠체어의 무명화가를 시험하는데...
- 6화 모모세 교수의 딸 유카가 아버지가 사는 창고에 두 남학생을 데려온다. 둘 중 어느 남학생과 사귀어야 할지 모르겠다는 것이다. 그래서 둘은 시합을 하게 되는데... 그 둘의 어머니 사이에도 오래된 인연이 있었으니..
- 7화 유카의 친구 중에는 빵가게를 하는 친구가 있다. 그 친구는 아버지와 둘이 빵가게를 하는데 그 집의 빵을 사랑하는 사람에게 먹이면 사랑이 이뤄진다고 하여 날개 돋힌 듯 팔린다. 아버지는 죽은 어머니를 아직도 잊지 못하는 것 같고 , 그 빵은...
- 8화 노아 와타루는 자동차를 몰고 가다 길에 쓰러진 아가씨를 발견하고 창고로 데려온다. 자기집을 잘 모르는 이 여인을 찾기 위해 방을 붙이고 아버지가 찾아온다. 그런데 그 사람은 모모세 교수와 같은 대학에 근무하던 유전자 복제 전공의 교수....
- 9화 이들이 살고 있는 창고에 이상한 남자가 찾아온다. 그리고 모모세교수, 노아, 하시바 선생, 유카를 모두 인질로 잡는다. 이 사람의 정체는..
- 10화 모모세 교수가 입원한 병실에 학장 선거에서 다퉜던 옛친구가 찾아오고 모모세 교수의 젊은 시절 사랑이 드러난다.
- 11화 하시바 선생은 약혼자가 있는 몸. 그러나 그동안 계속 가까워져 오던 하시바와 노아는 결혼전 마지막 데이트로 놀이공원에 가자고 한다. 모모세 교수와 딸 유카와 미아도 함께 간다. 그곳에서 관람차를 탔던 모모세 교수는 미모의 여인이 앉아 있는 것을 발견하는데 그 여인의 몸에는...한편 노아는 하시바에게 당신의 결혼식 때 찾아가겠다고 한다. 그 약속은 지켜질 것인가. 모모세 교수가 마지막으로 찾아온 사랑의 의미와 노아가 찾아온 사랑의 의미는 과연?

## 부제 및 각화 게스트
| 각화             | 부제                              | 게스트                                                       | 시청률 |
| ---------------- | --------------------------------- | ------------------------------------------------------------ | ------ |
| 제1화            | 이 세상의 끝에서 사랑을 외친 소녀 | 오가와 스미레(히로스에 료코), 오시마 다케오(스기우라 나오키) | 18.7%  |
| 제2화            | 판도라의 상자                     | 사이토 요스케                                                | 14.7%  |
| 제3화            | 미친 과실                         | 하루나 아이                                                  | 12.1%  |
| 제4화            | 별나라 왕자님                     | 다이 게이                                                    | 14.3%  |
| 제5화            | 휠체어의 사랑                     | 미카미 히로시                                                | 14.9%  |
| 제6화            | 천재가 사랑한 소녀                | 후지와라 다쓰야                                              | 13.4%  |
| 제7화            | 사랑하는 쿠페빵                   | 사쿠라이 사치코, 오에 센리, 이케와키 지즈루                  | 15.1%  |
| 제8화            | 사랑하는 숲의 곰아저씨            | 다나카 겐, 모치다 마키                                       | 13.9%  |
| 제9화            | 내 이름을 맞춰줘                  | 오사와 다카오                                                | 15.3%  |
| 제10화           | 20년간 기다린 여자                | 나가시마 에이코                                              | 13.5%  |
| 최종화           | LOVE                              | 왕조현, 이토 아유미                                          | 14.5%  |
| 평균시청률 14.8% |                                   |                                                              |        |

## 제작진
- 각본 - 노지마 신지
- 프로듀서 - 우메하라 모토이
- 주제가 - 존 레논 〈Love〉
- 삽입곡 - 존 레논 〈Stand by me〉
- 음악 - 센주 아키라

| NTV 수요드라마                              | NTV 수요드라마                        | NTV 수요드라마                               |
| 이전 작품                                   | 작품명                                | 다음 작품                                    |
| ------------------------------------------- | ------------------------------------- | -------------------------------------------- |
| 뜨거운 걸 좋아하시나? (1998.7.1 - 1998.9.9) | 세기말의 시 (1998.10.14 - 1998.12.23) | 야반도주 도우미 센터 (1999.1.13 - 1999.3.17) |